# Xã Le Ray, Quận Blue Earth, Minnesota
Xã Le Ray (tiếng Anh: Le Ray Township) là một xã thuộc quận Blue Earth, tiểu bang Minnesota, Hoa Kỳ. Năm 2010, dân số của xã này là 746 người.